# Корал (Пенсільванія)
Корал (англ. Coral) — переписна місцевість (CDP) в США, в окрузі Індіана штату Пенсільванія. Населення — 288 осіб (2020).

## Географія
Корал розташований за координатами 40°30′13″ пн. ш. 79°10′31″ зх. д. / 40.50361° пн. ш. 79.17528° зх. д. (40.503555, -79.175216).  За даними Бюро перепису населення США в 2010 році переписна місцевість мала площу 0,47 км², з яких 0,46 км² — суходіл та 0,01 км² — водойми.

## Демографія
Згідно з переписом 2010 року, у переписній місцевості мешкало 325 осіб у 151 домогосподарстві у складі 96 родин. Густота населення становила 694 особи/км².  Було 168 помешкань (359/км²).
Расовий склад населення:
| - 98,8 % — білих - 0,6 % — азіатів - 0,3 % — чорних або афроамериканців |

До двох чи більше рас належало 0,3 %. Частка іспаномовних становила 0,3 % від усіх жителів.
За віковим діапазоном населення розподілялося таким чином: 16,9 % — особи молодші 18 років, 59,7 % — особи у віці 18—64 років, 23,4 % — особи у віці 65 років та старші. Медіана віку мешканця становила 46,4 року. На 100 осіб жіночої статі у переписній місцевості припадало 100,6 чоловіків;  на 100 жінок у віці від 18 років та старших — 98,5 чоловіків також старших 18 років.
Середній дохід на одне домашнє господарство  становив 42 636 доларів США (медіана — 51 122), а середній дохід на одну сім'ю — 44 493 долари (медіана — 50 288). За межею бідності перебувало 23,9 % осіб, у тому числі 58,8 % дітей у віці до 18 років та 0,0 % осіб у віці 65 років та старших.
Цивільне працевлаштоване населення становило 231 особа. Основні галузі зайнятості: освіта, охорона здоров'я та соціальна допомога — 45,5 %, роздрібна торгівля — 36,4 %.